# Famille Lefèbvre-Desvallières
Pour les articles homonymes, voir Leroy des Vallières.
Cette page explique l’histoire ou répertorie les différents membres de la famille Lefebvre des Vallières.
La famille Lefebvre des Vallières est une famille d'ancienne bourgeoisie originaire de Paris. Elle s'est notamment distinguée dans les arts et lettres.

## Personnalités notables
- Claude François Lefèbvre-Desvallières, (1747 - ), bourgeois de Paris, huissier-commissaire priseur au Châtelet de Paris, directeur des Messageries royales (service des diligences) qui deviennent les Messageries nationales
- Pierre-Sulpice Lefèbvre-Desvallières (dit Desvallières) (1790-1863), avocat, capitaine de la garde nationale de Paris, administrateur des Messageries nationales (ex-Royales), fondateur des Messageries maritimes en 1852, maire de Ville-d'Avray de 1836 à 1860
- Emile Lefebvre des Vallières (dit Desvallières) (1822-1912), directeur des Messageries maritimes
- Prosper Ernest Lefebvre-Desvallières (1828-1913)[1], sous-chef de cabinet du ministre des Affaires étrangères, inspecteur général des monuments historiques et vice-président de la Commission des monuments historiques
- Anatole-Marie Lefebvre-Desvallières (1837-1925), trésorier-payeur général et régent de la Banque de France
- Maurice Desvallières (1857-1926), auteur dramatique
- Georges Desvallières (1861-1950), artiste peintre, président du Salon d'automne, de la Société de Saint-Jean pour le développement de l'art chrétien et de l'Institut de France
- Pierre des Vallières (1868-1918), général, héros de la Grande Guerre, tué au Chemin des Dames
- Raoul Lefebvre des Vallières (1872-), maître de forges
- Sabine Desvallières (1891-1935), religieuse et brodeuse d'art
- Richard Desvallières, (1893-1962). Engagé pendant la guerre de 1914 comme simple soldat pour finir capitaine à la fin de la guerre, chevalier de la Légion d'honneur, Ferronnier d'art et Compagnon du Devoir. Cofondateur avec son père Georges Desvallières des Ateliers d'art sacré
- Raoul des Vallières, pilote d'essai du biplan Voisin
- Jean des Vallières  (1895-1970), écrivain, scénariste et dialoguiste des Filles du Rhône (1938)
- Pierre des Vallières, critique de cinéma sous le nom de Michel Aubriant. Il a travaillé notamment pour les revues : Cinémonde, Le Nouveau Candide, Radio 50, Paris Presse l'Intransigeant, Libé-Soir  et pour l'émission Le Masque et la Plume
- Hervé des Vallières (1921-2005), publicitaire, dessinateur humoristique sous le nom de Hervé
- Thierry des Vallières, géologue, spécialiste de la recherche pétrolière
- Nathalie des Vallières (1951-2005), auteur dans la série les Découvertes Gallimard de l'Archange et l’Écrivain (sur la vie d'Antoine de Saint-Exupéry)
- Patricia des Vallières (1951-2013), artiste-peintre, fille d'Hervé des Vallières, mariée à Arnaud Saguez de Breuvery,

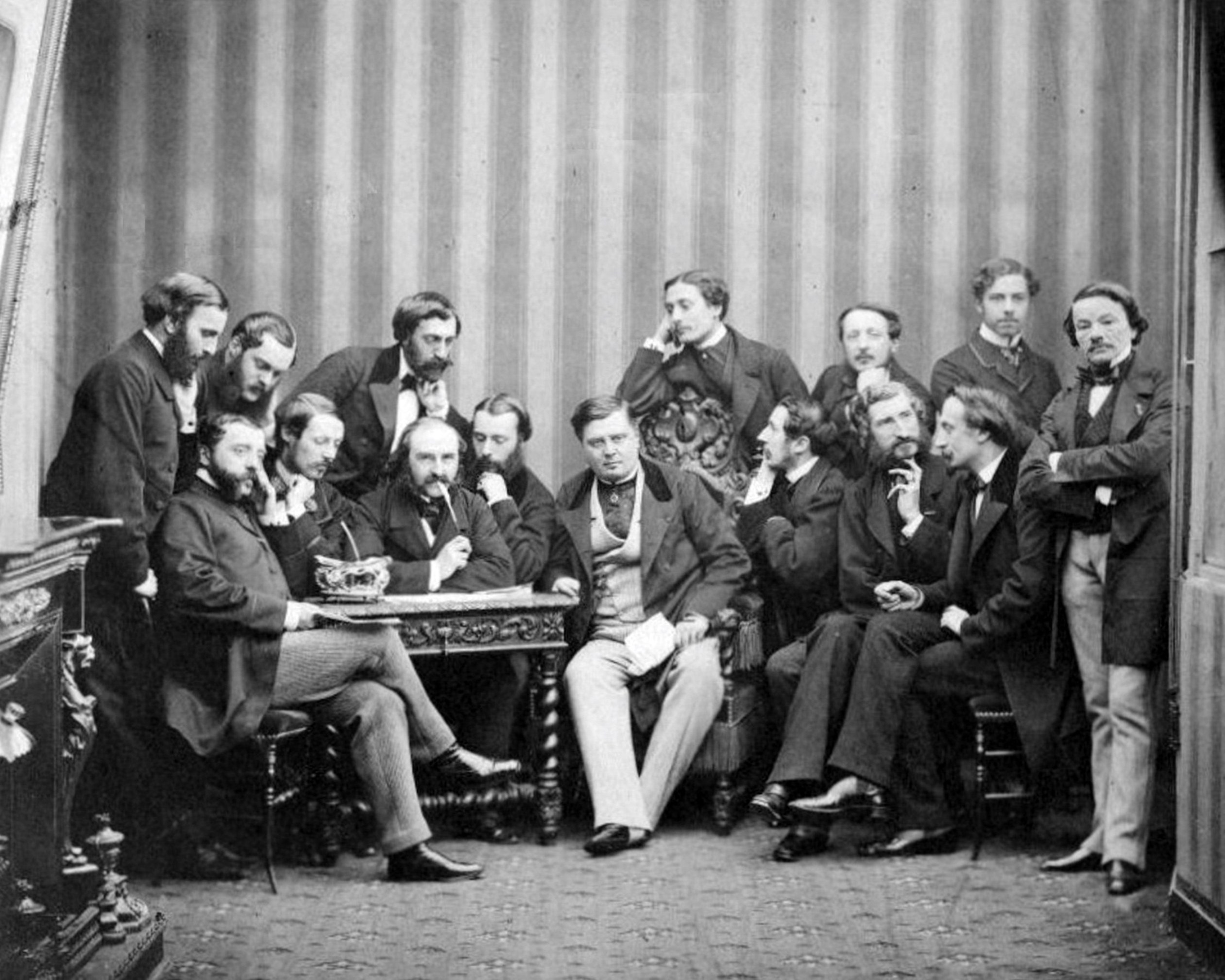
Prosper Ernest Lefebvre des Vallières avec le cabinet ministériel du comte Alexandre Walewski (1859)
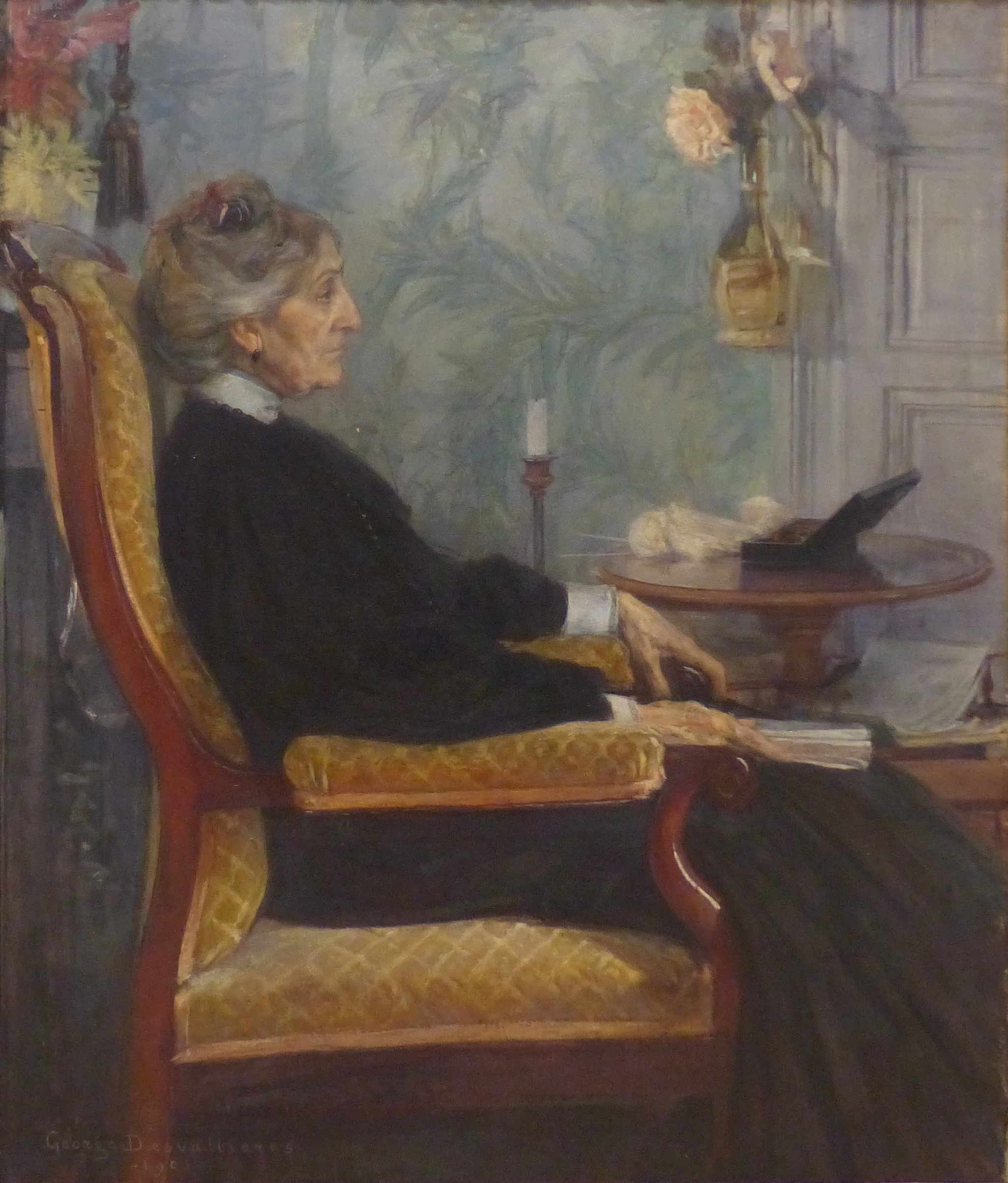
Mme Émile Lefebvre-Desvallières, née Marie Legouvé
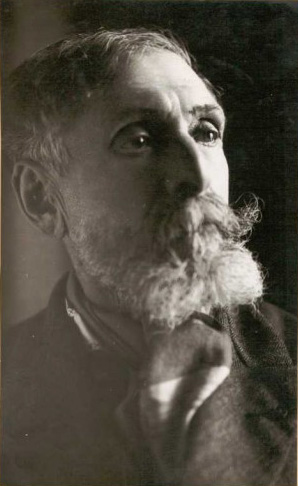
Georges Desvallières
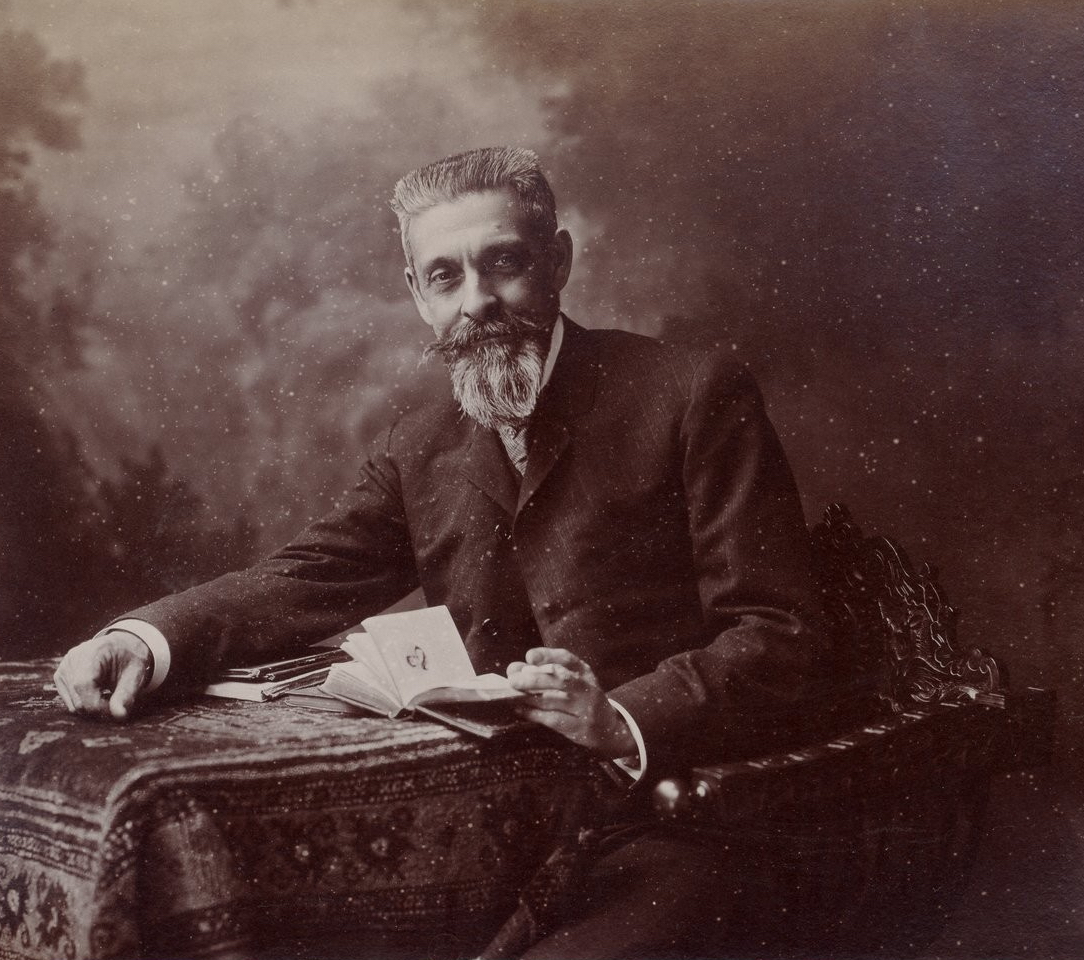
Maurice Desvallières
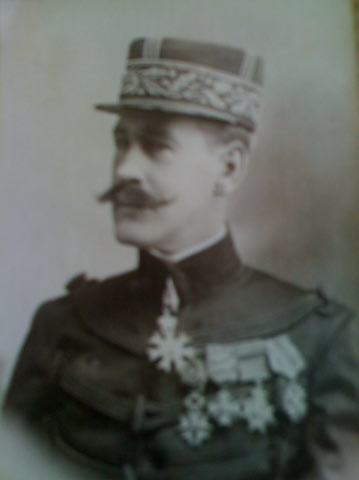
Général Pierre des Vallières